# Tetrarca
Tetrarca (en llatí Tetrarcha, plural Tetrarches, en grec antic τετράρχης) era una paraula que originalment designava a un governant d'una quarta part d'un país, per exemple a Tessàlia dividida en quatre tetrarquies, restaurades per Filip II de Macedònia, segons Valeri Harpocració i Estrabó.
Cadascuna de les tres tribus gàlates que es van establir a Frígia, formant el país de Galàcia, estava dividida en quatre tetrarquies, divisió que va romandre fins al final de la república romana quan els dotze tetrarques van ser eliminats i substituït per un únic governant, Deiotarus I, que va conservar el títol de tetrarca, segons Appià. Algunes tribus de Síria eren regides per tetrarques i alguns prínceps herodians van governar zones de Palestina amb aquest títol. Aquestos tetrarques abans dependents van ser reconeguts com a sobirans clients romans, però amb la plena propietat de la terra, segons Plini el Vell i Flavi Josep.
Sota l'Imperi Romà el títol de tetrarca es va donar a alguns prínceps tributaris que no tenien prou importància per ser designats reis; el títol era equivalent a filarca i etnarca, com diuen Vel·lei Patercle, Sal·lusti i Tàcit.